# Evangelia Heretika
Evangelia Heretika är det tredje musikvideoalbumet av det polska blackened death metal-bandet Behemoth. Det gavs ut i november 2010 via Nuclear Blast, Metal Blade samt polska Mystic Production. Albumet består av två DVD-skivor med konsertmaterial, dokumentärer och musikvideor samt en CD-skiva med konsertmusiken. Det är producerat av Adam "Nergal" Darski tillsammans med bland andra Andrzej "Aka" Karp, Virginie Vinet och Radek "Larry" Grabinski. Albumet fick ett gott mottagande och sålde platina i hemlandet Polen med 10 000 sålda exemplar.
Samma år som DVD:n gav Nuclear Blast också ut materialet som en dubbel-LP på vinyl i Europa. Två år senare, 2012, släpptes en liknande dubbel vinylskiva i USA, denna gång av Metal Blade.

## Bakgrund
Evangelia Heretika spelades in huvudsakligen under 2008-2009. Musikvideorna på den andra DVD:n är producerade mellan 1999 ("Decade Ov Therion") och 2009 ("Alas, Lord Is Upon Me" och "Ov Fire And The Void"). Exekutiv producent för musikvideoalbumet är Andrzej "Aka" Karp tillsammans med Adam "Nergal" Darski. Nergal är också kompositör till all musik på albumet och den huvudsakliga textförfattaren.

### Materialet
Albumet består av två DVD-skivor och en CD-skiva. Första DVD-skivan innehåller material från två konserter inspelade på Stodoła i Warsawa 25 september 2009 (spår 1-18) respektive på La Locomotive i Paris 17 februari 2008 (spår 19-37). Pariskonserten promotade 2007 års album The Apostasy medan konserten i Warsawa följde efter att albumet Evangelion givits ut i augusti 2009. Den andra DVD-skivan består av de två dokumentärfilmerna "Evangelia Nova" och "De Arte Heretika" (spår 1-2), 9 stycken musikvideor (spår 3-11) samt "making of"-dokumentärer (spår 12-16). Musikvideornas låtar är ursprungligen från albumen Satanica ("Decade Ov Therion"), Zos Kia Cultus (Here and Beyond) ("As Above so Below"), Demigod ("Conquer All", "Slaves Shall Serve"), The Apostasy ("Prometherion", "At The Left Hand Ov God", "Inner Sanctum") och Evangelion ("Ov Fire And The Void", "Alas, Lord Is Upon Me"). CD:n är en liveskiva med musiken inspelad vid konserten i Warsawa 2009. Den totala inspelningslängden på de tre skivorna uppgår till närmare sju timmar (6:52:36).

## Utgivning och mottagande
Evangelia Heretika gavs ut 5 november 2010 via Nuclear Blast i Europa och av Mystic Production i Polen samt 9 november av Metal Blade i USA. Senare samma år gav Nuclear Blast också ut ljudmaterialet som en dubbel-LP på vinyl i Europa, en så kallad bildskiva (Picture Disc). Två år senare, 2012, släppte även Metal Blade en dubbel vinylutgåva i USA.
| Region        | Datum           | Skivbolag                        |
| ------------- | --------------- | -------------------------------- |
| Polen, Europa | 5 november 2010 | Mystic Production, Nuclear Blast |
| USA           | 9 november 2010 | Metal Blade Records              |

### Mottagande och listplaceringar
Videoalbumet fick överlag ett gott mottagande och Metal underground, Werock.se, Metal 1 och Blabbermouth.net gav den alla ett betyg motsvarande 80 av 100.
Evangelia Heretika sålde platina i hemlandet Polen med 10 000 exemplar och i USA såldes 1 000 exemplar första veckan. Albumet placerade sig som bäst som nummer 12 på den kanadensiska musikvideotopplistan, 14 på den amerikanska och som nummer 22 på den franska listan.

## Spårlista

### DVD 1 - Live i Warsawa och Paris
| 1.  | Intro (instrumental)        |                             | Nergal  | 2:32 |
| 2.  | Ov Fire And The Void        | Nergal                      | Nergal  | 4:53 |
| 3.  | Demigod                     | Nergal                      | Nergal  | 3:48 |
| 4.  | Pan Satyros                 | Nergal, Krzysztof Azarewicz | Nergal  | 4:54 |
| 5.  | Shemhamforash               | Nergal                      | Nergal  | 4:22 |
| 6.  | Conquer All                 | Nergal                      | Nergal  | 4:29 |
| 7.  | Decade Ov Therion           | Azarewicz                   | Nergal  | 3:21 |
| 8.  | Wolves Guard My Coffin      | Nergal                      | Nergal  | 4:29 |
| 9.  | Christians To The Lions     | Nergal                      | Nergal  | 3:47 |
| 10. | At The Left Hand Ov God     | Nergal, Azarewicz           | Nergal  | 5:13 |
| 11. | Slaves Shall Serve          | Azarewicz                   | Nergal  | 4:03 |
| 12. | As Above So Below           | Azarewicz                   | Nergal  | 5:00 |
| 13. | Drum Solo (instrumental)    |                             | Inferno | 1:18 |
| 14. | Lam                         | Azarewicz                   | Nergal  | 5:18 |
| 15. | Alas, Lord Is Upon Me       | Nergal                      | Nergal  | 3:50 |
| 16. | Antichristian Phenomenon    | Nergal                      | Nergal  | 5:15 |
| 17. | Chant For Ezkaton 2000 E.V. | Azarewicz                   | Nergal  | 6:34 |
| 18. | Lucifer                     | Tadeusz Miciński            | Nergal  | 8:22 |

| 1.  | Rome 64 C.E. (instrumental)       |                   | Nergal  | 1:34 |
| 2.  | Slaying the Prophets ov Isa       | Nergal            | Nergal  | 3:38 |
| 3.  | Antichristian Phenomenon          | Nergal            | Nergal  | 4:16 |
| 4.  | Demigod                           | Nergal            | Nergal  | 3:34 |
| 5.  | From the Pagan Vastlands          | Tomasz Krajewski  | Nergal  | 3:59 |
| 6.  | Conquer All                       | Nergal            | Nergal  | 4:16 |
| 7.  | Prometherion                      | Nergal            | Nergal  | 3:13 |
| 8.  | Drum Solo (instrumental)          |                   | Inferno | 1:16 |
| 9.  | Slaves Shall Serve                | Azarewicz         | Nergal  | 3:48 |
| 10. | As Above So Below                 | Azarewicz         | Nergal  | 4:56 |
| 11. | At the Left Hand ov God           | Nergal, Azarewicz | Nergal  | 5:59 |
| 12. | Summoning ov the Ancient Ones     | Nergal            | Nergal  | 3:57 |
| 13. | Christgrinding Avenue             | Nergal            | Nergal  | 4:29 |
| 14. | Christians to the Lions           | Nergal            | Nergal  | 3:42 |
| 15. | Sculpting the Throne ov Seth      | Nergal            | Nergal  | 4:13 |
| 16. | Decade ov Therion                 | Azarewicz         | Nergal  | 3:10 |
| 17. | Chant for Ezkaton 2000 e.v.       | Azarewicz         | Nergal  | 7:07 |
| 18. | I Got Erection (Turbonegro cover) |                   |         | 3:23 |
| 19. | Pure Evil & Hate                  | Nergal            | Nergal  | 4:27 |

### DVD 2 - Dokumentärer och musikvideor
| 1. | Evangelia Nova   | Fabryczna Art Film Group  | 56:51 |
| 2. | De Arte Heretika | Kuba Mańkowski & Behemoth | 55:45 |

| 1.  | Decade Ov Therion                 | Lucjan Hirszmajer                             |  |
| 2.  | As Above So Below                 | Jakub Miszczak                                |  |
| 3.  | Conquer All                       | Joanna Rechnio                                |  |
| 4.  | Slaves Shall Serve                | Joanna Rechnio                                |  |
| 5.  | Prometherion                      | Soren                                         |  |
| 6.  | At The Left Hand Ov God           | Dariusz Szermanowicz                          |  |
| 7.  | Inner Sanctum                     | Mateusz "Mania" Winkiel                       |  |
| 8.  | Ov Fire And The Void              | Dariusz Szermanowicz                          |  |
| 9.  | Alas, Lord Is Upon Me             | Dariusz Szermanowicz                          |  |
| 10. | Making of Prometherion            | Kuba Mańkowski, Sounds Great Promotion Studio |  |
| 11. | Making of At The Left Hand Ov God | Grupa 13                                      |  |
| 12. | Making of Inner Sanctum           | Mania Studio                                  |  |
| 13. | Making of Ov Fire And The Void    | Grupa 13                                      |  |
| 14. | Making of Alas, Lord Is Upon Me   | Grupa 13                                      |  |

### Musik-CD
| 1.  | Intro (instrumental)        |                             | Nergal  | 2:32 |
| 2.  | Ov Fire And The Void        | Nergal                      | Nergal  | 4:53 |
| 3.  | Demigod                     | Nergal                      | Nergal  | 3:48 |
| 4.  | Pan Satyros                 | Nergal, Krzysztof Azarewicz | Nergal  | 4:54 |
| 5.  | Shemhamforash               | Nergal                      | Nergal  | 4:22 |
| 6.  | Conquer All                 | Nergal                      | Nergal  | 4:29 |
| 7.  | Decade Ov Therion           | Azarewicz                   | Nergal  | 3:21 |
| 8.  | Wolves Guard My Coffin      | Nergal                      | Nergal  | 4:29 |
| 9.  | Christians To The Lions     | Nergal                      | Nergal  | 3:47 |
| 10. | At The Left Hand Ov God     | Nergal, Azarewicz           | Nergal  | 5:13 |
| 11. | Slaves Shall Serve          | Azarewicz                   | Nergal  | 4:03 |
| 12. | As Above So Below           | Azarewicz                   | Nergal  | 5:00 |
| 13. | Drum Solo (instrumental)    |                             | Inferno | 1:18 |
| 14. | Lam                         | Azarewicz                   | Nergal  | 5:18 |
| 15. | Alas, Lord Is Upon Me       | Nergal                      | Nergal  | 3:50 |
| 16. | Antichristian Phenomenon    | Nergal                      | Nergal  | 5:15 |
| 17. | Chant For Ezkaton 2000 E.V. | Azarewicz                   | Nergal  | 6:34 |
| 18. | Lucifer                     | Tadeusz Miciński            | Nergal  | 8:22 |

## Musiker

### Bandets musiker
- Adam "Nergal" Darski –  sång, gitarr
- Zbigniew "Inferno" Promiński – trummor
- Tomasz "Orion" Wróblewski – bas, bakgrundssång

### Sessionsmusiker
- Patryk "Seth" Sztyber - gitarr, bakgrundssång

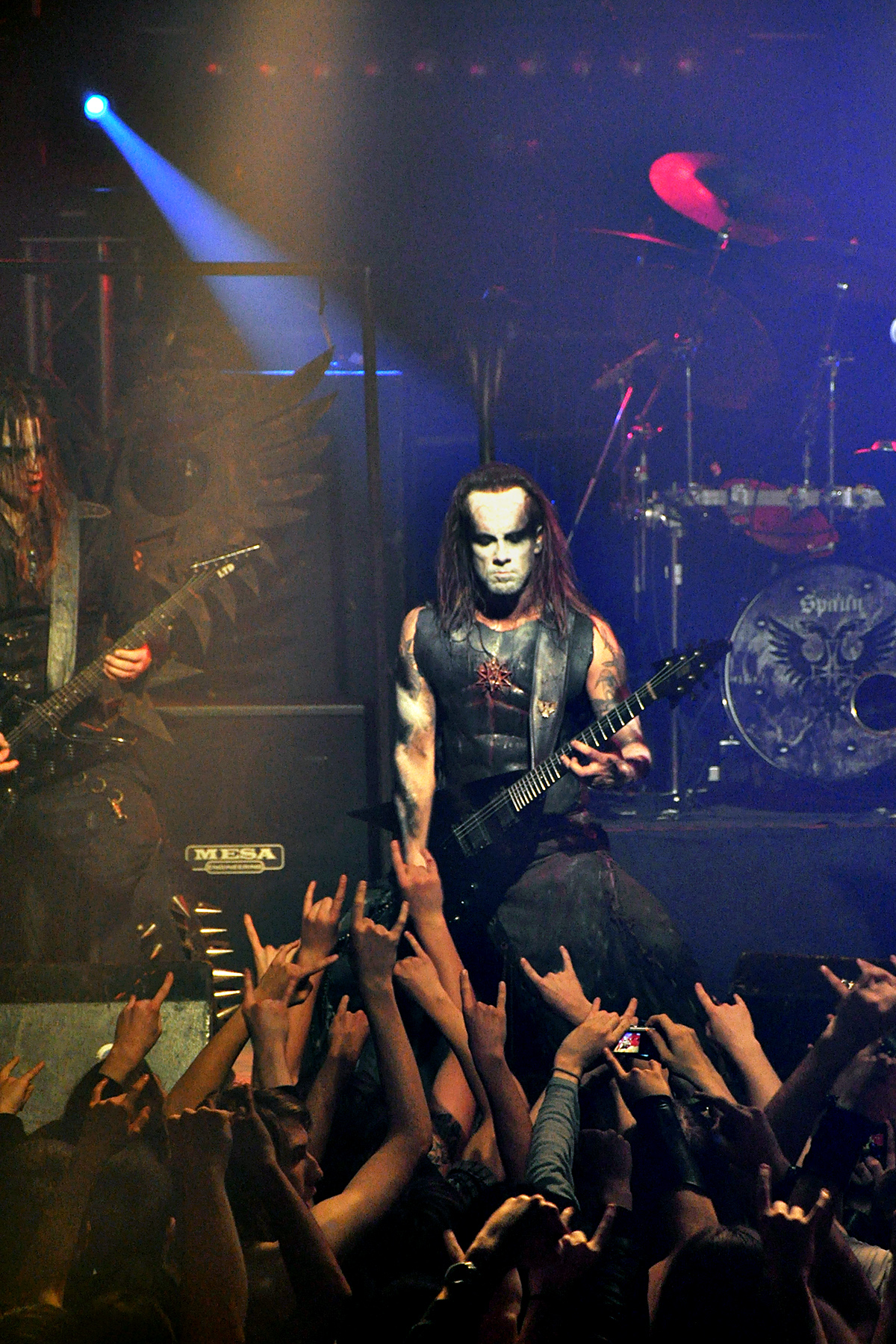
Nergal i Paris 2008
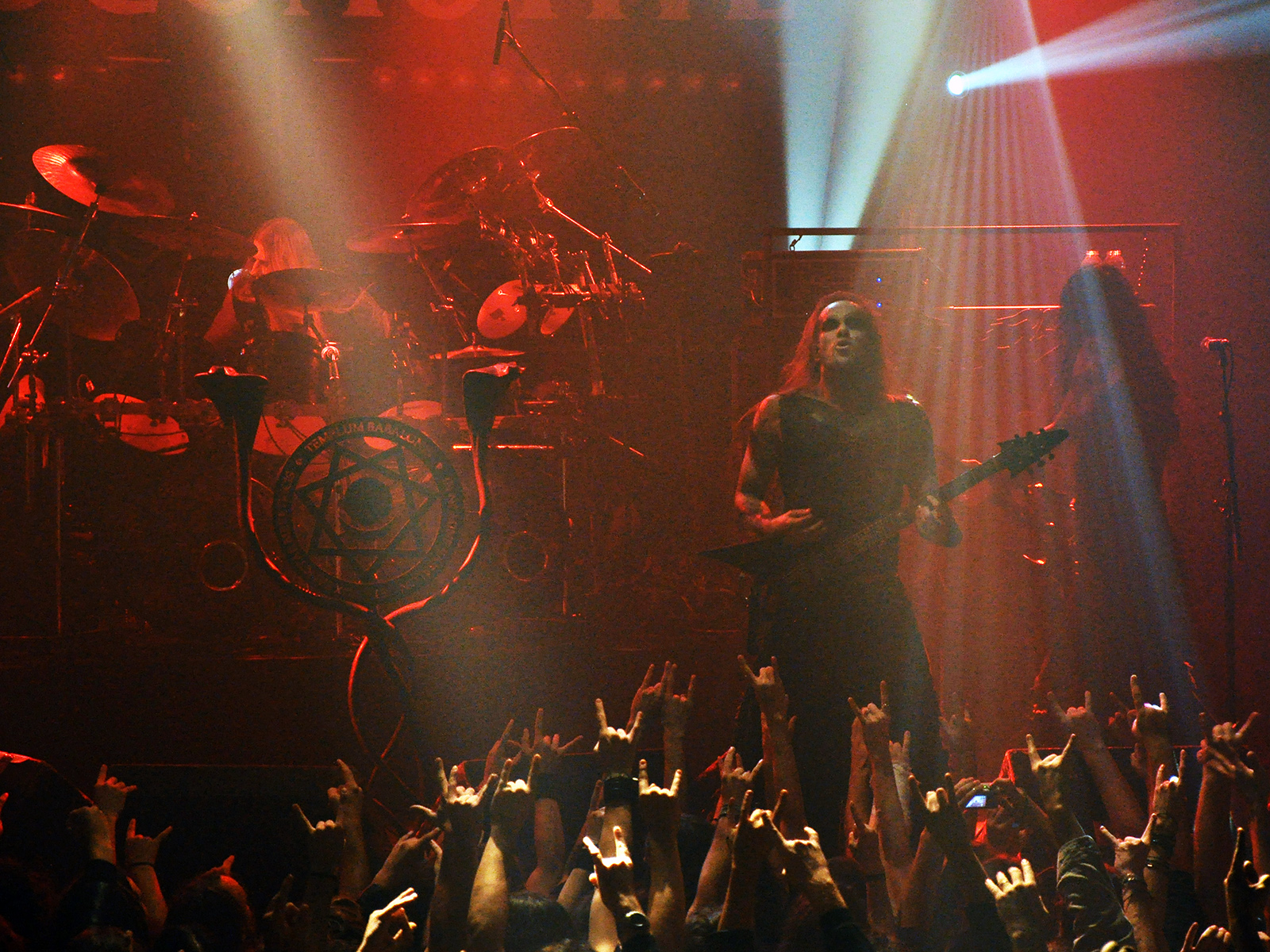
Inferno (vänster) 2009
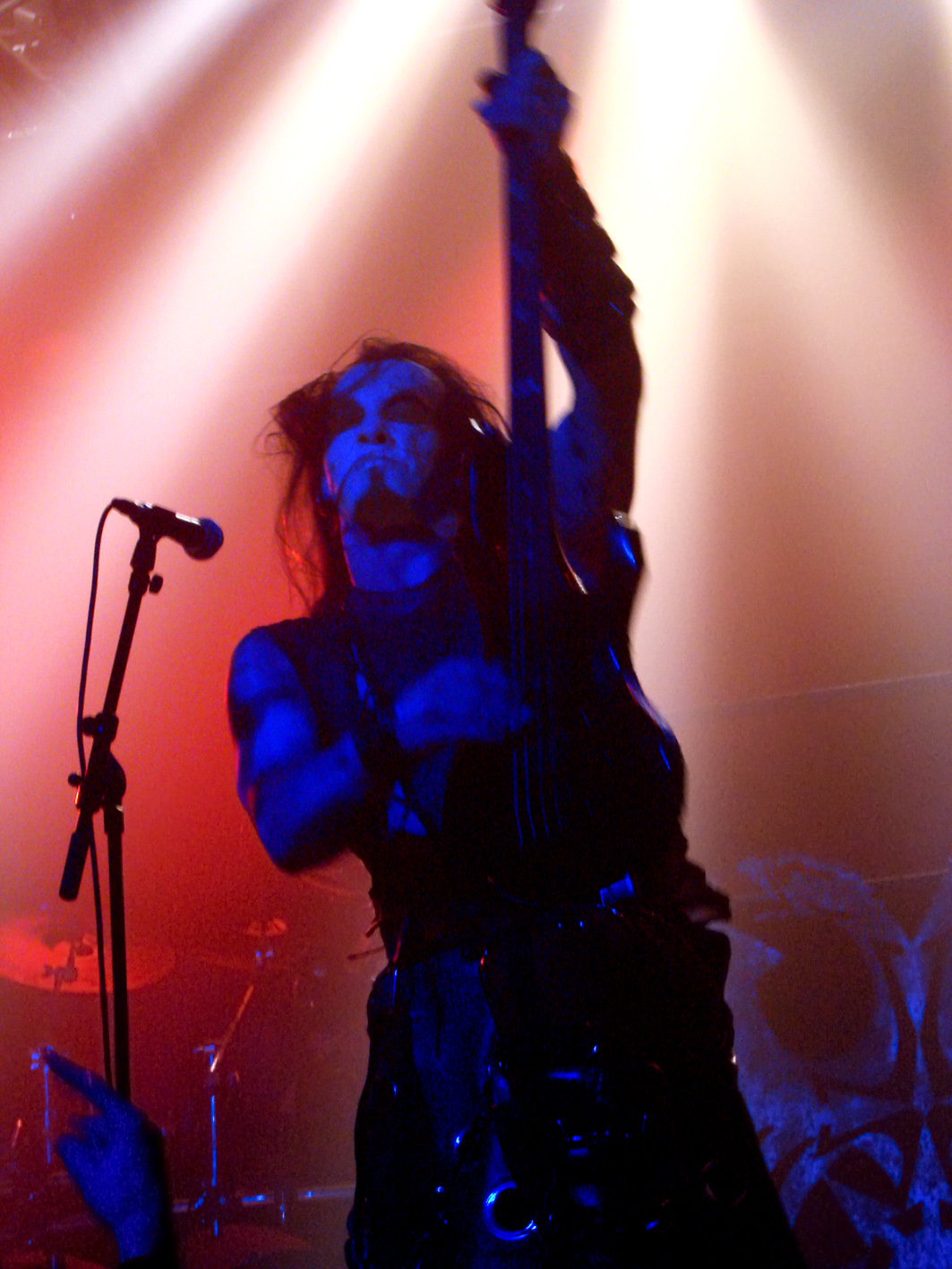
Orion i Paris 2008
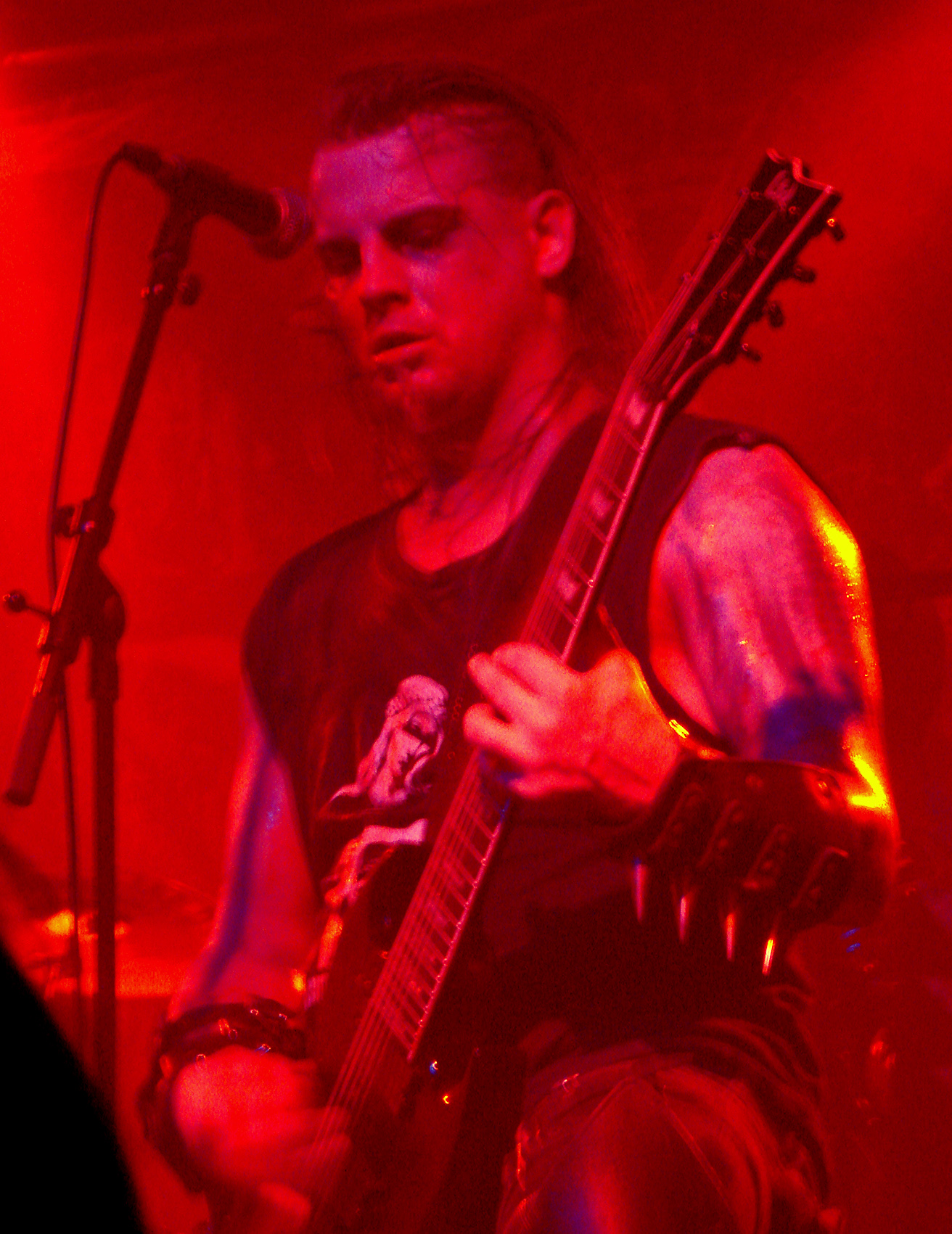
Seth i Paris 2008

### Övrig medverkan
| - Andrzej "Aka" Karp - exekutiv producent - Agnieszka Krysiuk - fotograf - Stéphane Buriez - musiktekniker - Francois Boutault - musiktekniker (assisterande) - Kuba Mańkowski - regissör, utgivare, mixning - Sławek Wiesławski - mixning, mastring - Martin Darksouls - fotograf - Wojtek Wiesławski - mixning, mastring - Camille Vinet - utgivare - Michael Bernadat - regissör - Jarek "Blonson" Blonka - regissör, fotograf - Radek "Larry" Grabinski - producent - Shelley Jambresic - fotograf - Kuba "Zuber" Zubrzycki - regissör - Kuba Miszczak - regissör | - Lucjan Hirszmajer - regissör - Marcin "Marcell" Plonski - musiktekniker - Sephiroth - utgivare - Przemyslaw Gorlas - musiktekniker (assisterande) - Raphaël Mercier - musiktekniker (assisterande) - Virginie Vinet - producent - Aline Dutro - fotograf - Dariusz Szermanowicz - regissör - Jacek Niemirski - musiktekniker (video) - Joanna Rechnio - regissör - Graal - design, grafik - Tue Madsen - producent, mixning, mastring - Malta - fotograf - Nergal - art direktor |